# 本楽寺 (美馬市)
本楽寺（ほんらくじ）は、徳島県美馬市穴吹町三島にある真言宗御室派の寺院である。山号は蓮華山。本尊は阿弥陀如来像。阿波西国三十三観音霊場5番札所。四国八十八景9番・にし阿波お勧めビューポイント100選選定。

## 歴史
828年（天長5年）に恵運が真言の道場として開創したとされ、1131年（天承元年）に有純が中興したと伝わる。
天正年間（1573年-1592年）に長宗我部氏の兵火にかかって全焼し、多数の宝物が焼失。1863年（文久3年）に再び火災に遭い、翌年に有圭が再建し現在に至。
本堂の阿弥陀如来像は蜂須賀正勝の正室の大匠院と家臣の稲田家累代の霊位を祀っている。

## 境内
- 山門
- 阿弥陀堂（本堂）
- 護摩堂
- 天神社
- 釣鐘
- 客殿
- 枯山水：鶴亀ノ庭・神泉蓬莱ノ庭と云う。吉野川に鶴石亀石が泳ぎ舟石が蓬莱島へ向かう様子。阿讃山脈と大河の借景を取り入れた雄大な石庭。
- 龍門瀑と鯉魚石：登竜門の由来である鯉が黄河の滝を登り龍と化す様子を表している。
- 三尊石：仏像形式から取り入れた石組。
- 回遊式庭園：以上、作庭は齊藤忠一。
- 茶室

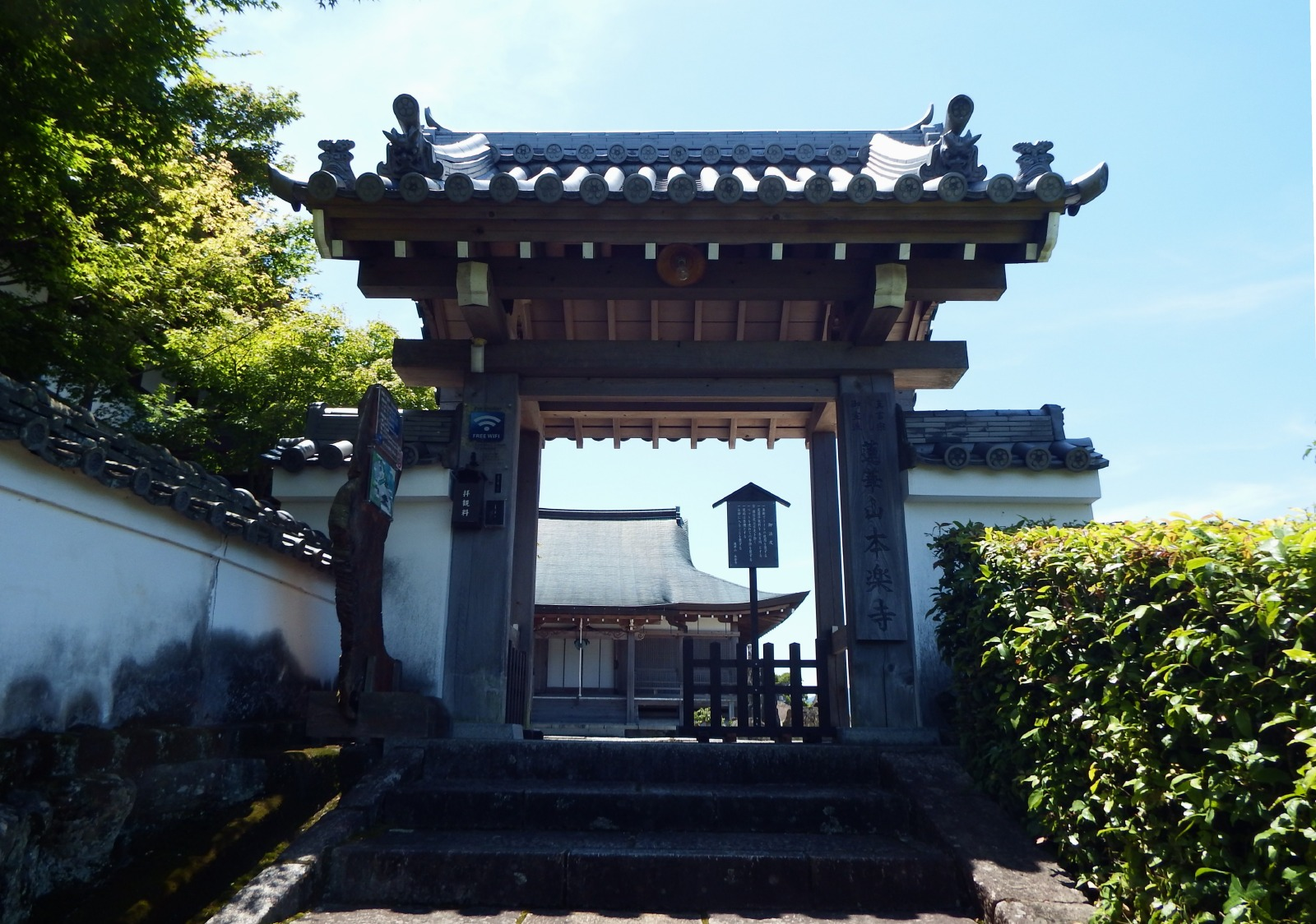
山門
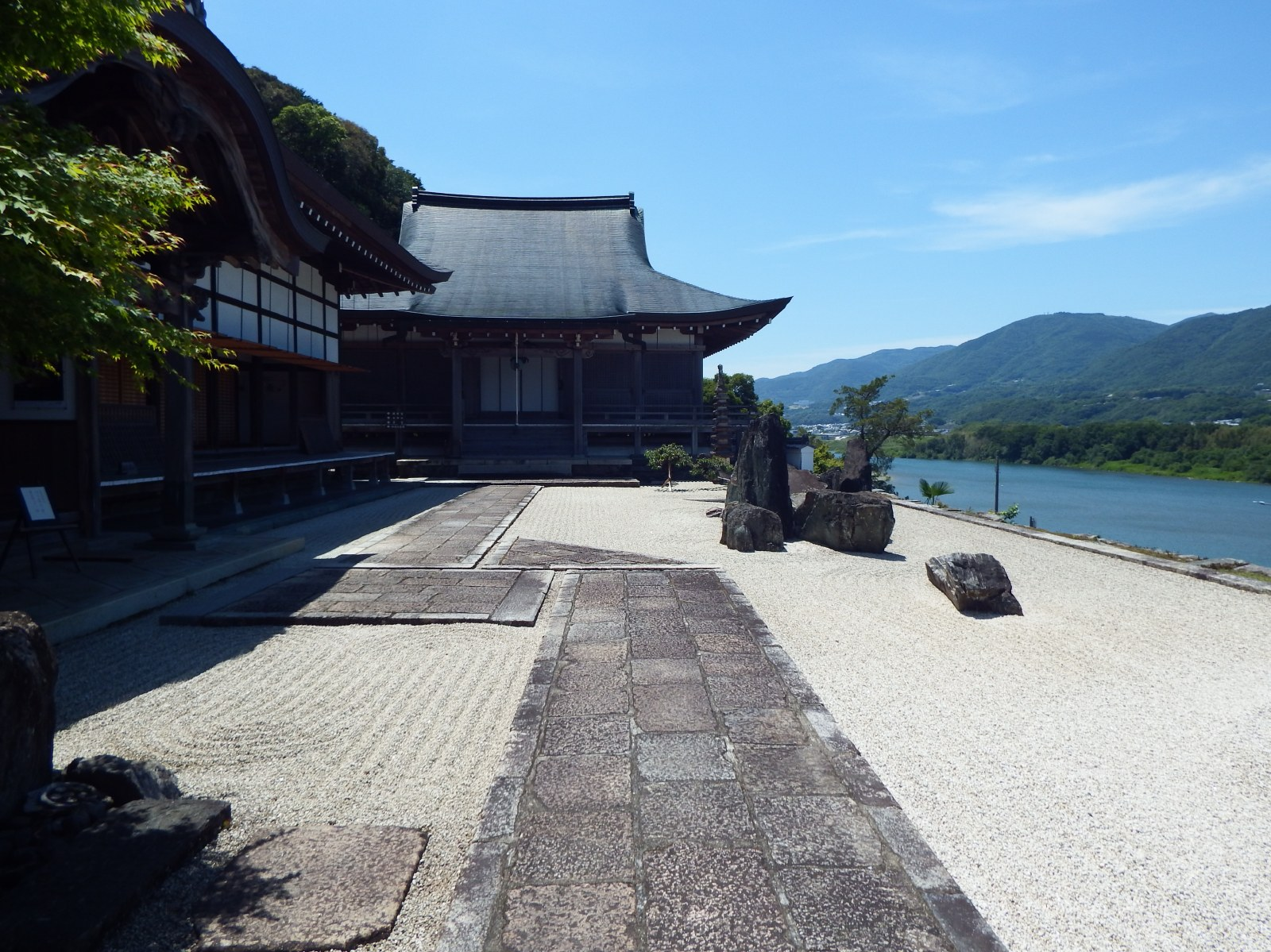
本堂と枯山水
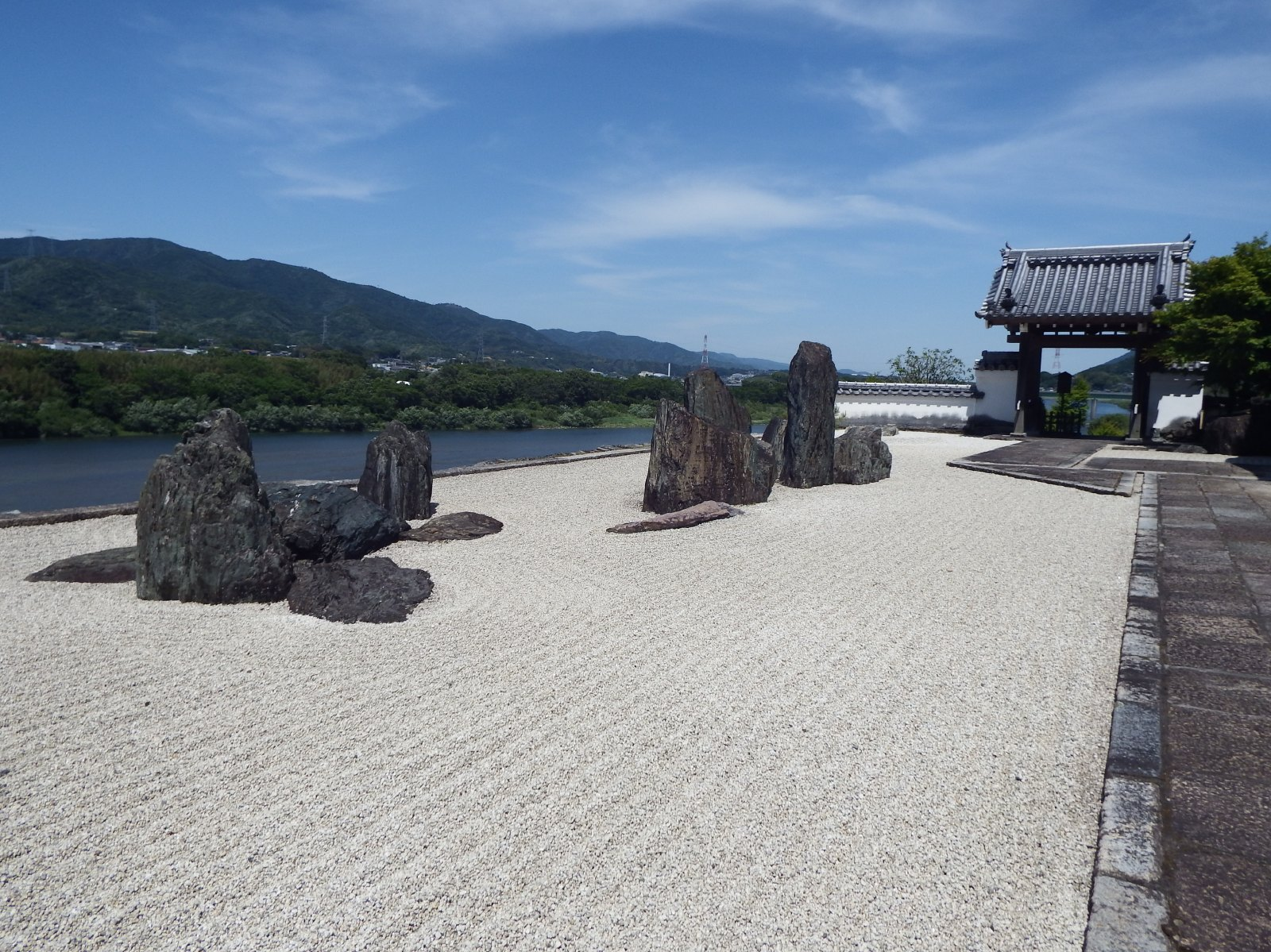
枯山水
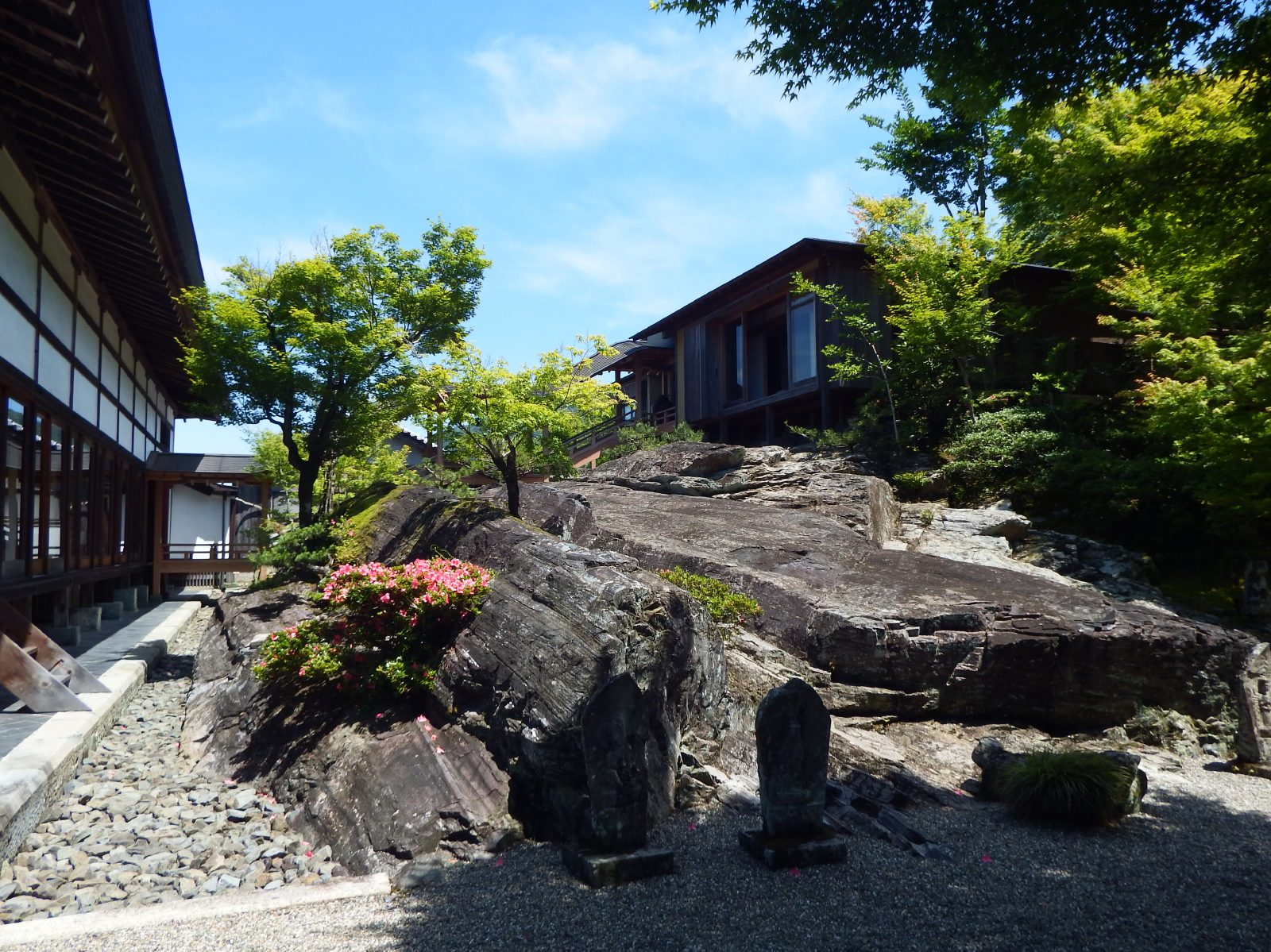
回遊式庭園と茶室
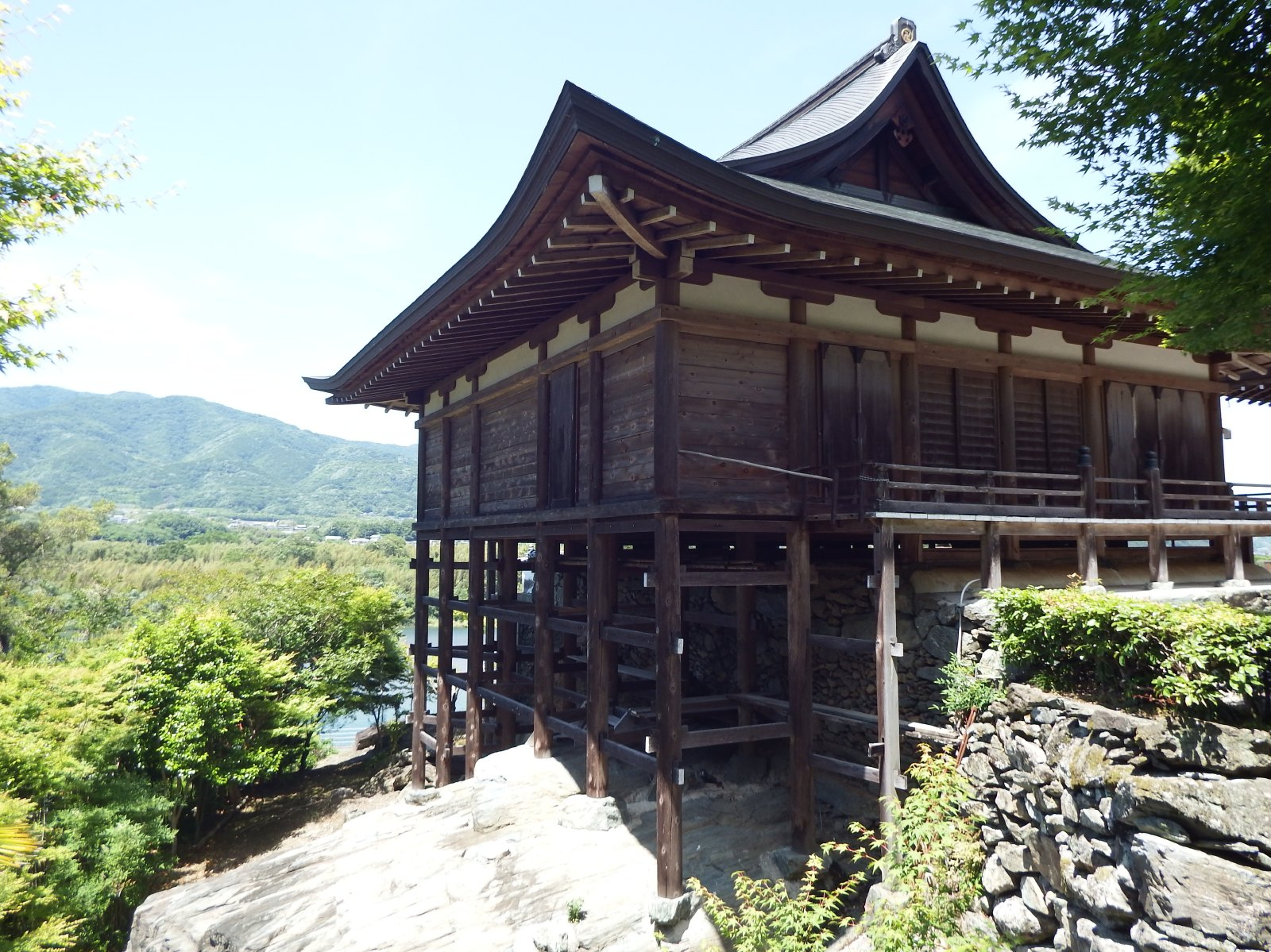
岩盤の上に立つ本堂
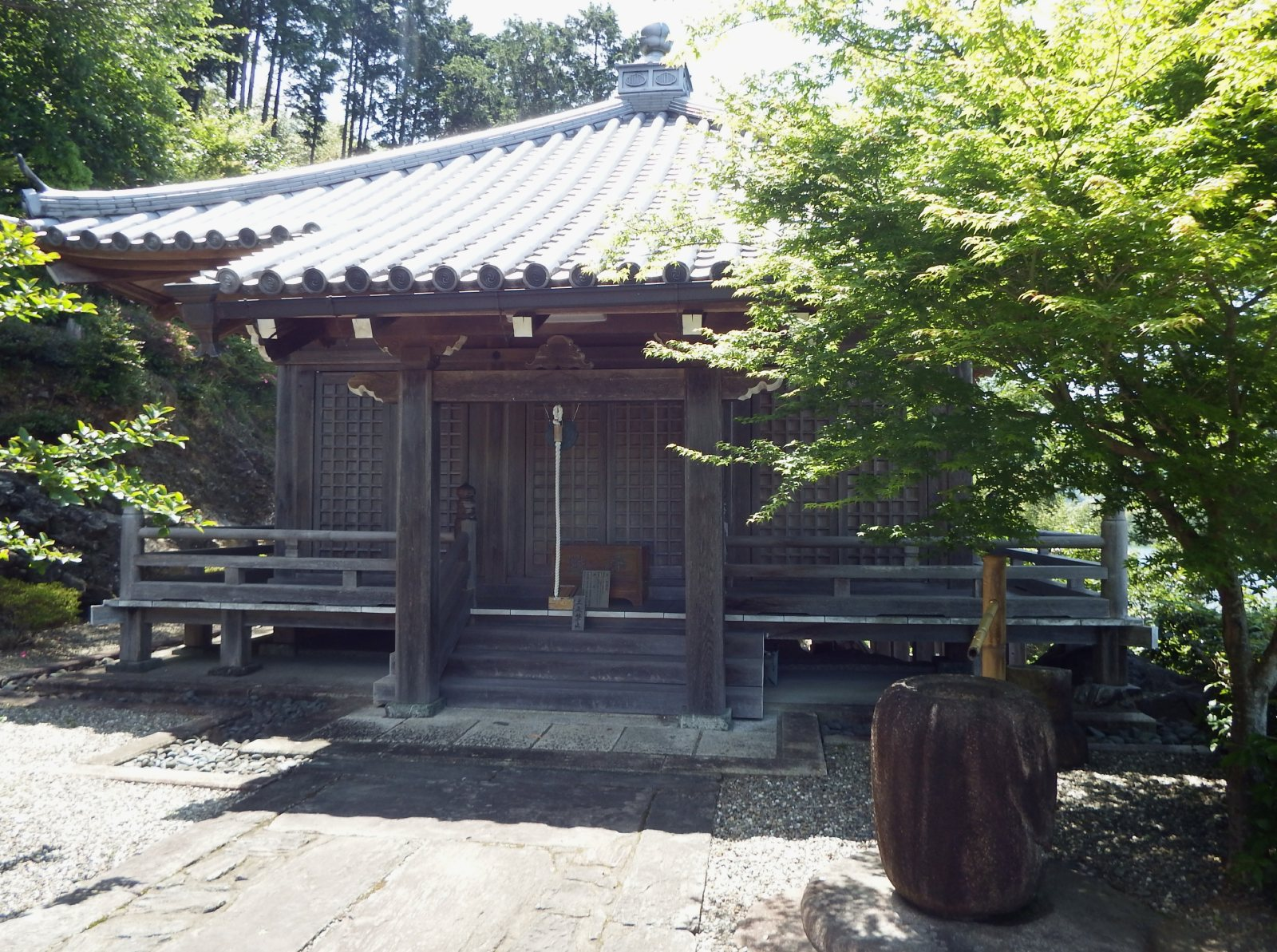
護摩堂
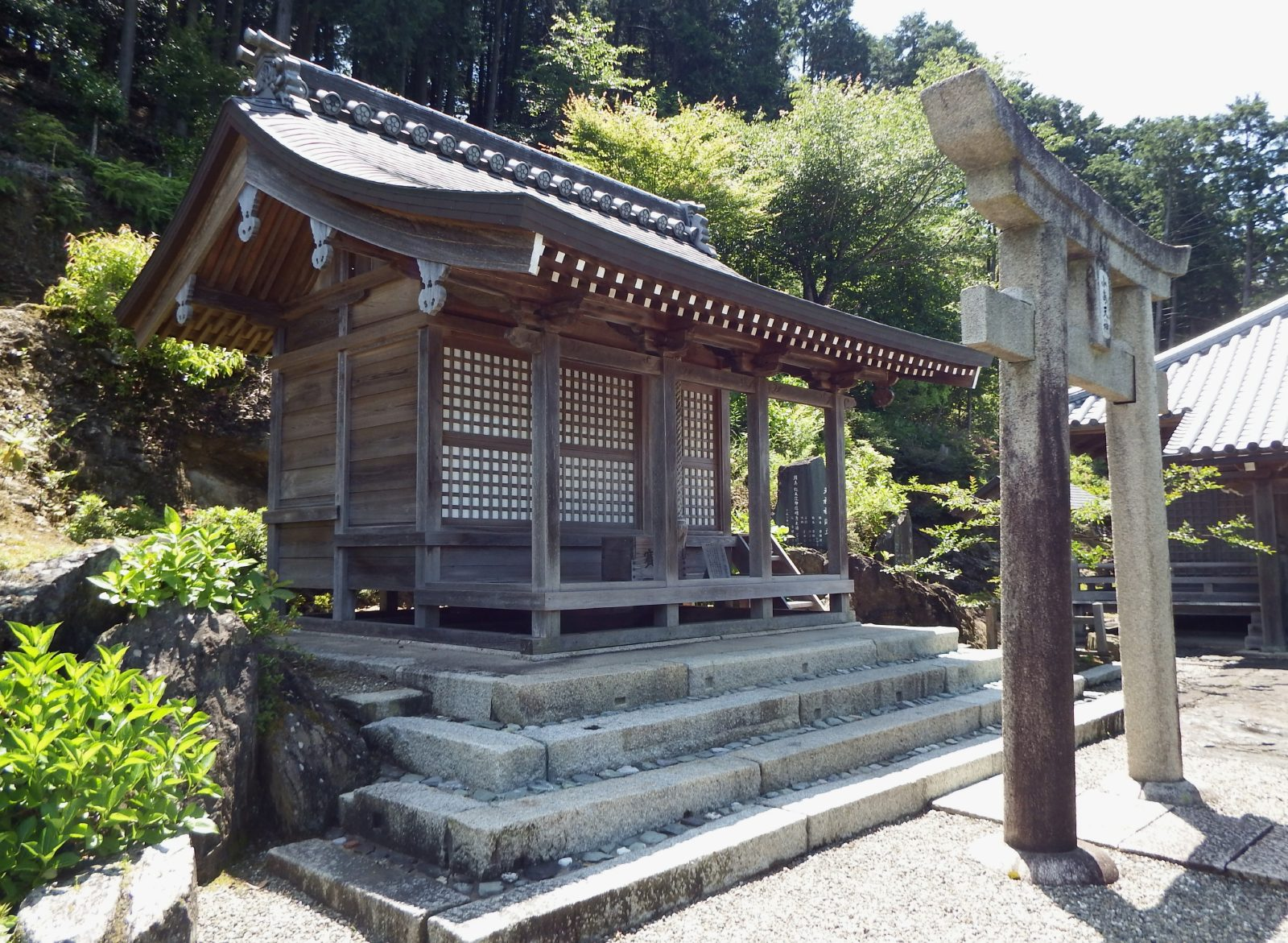
天神社

## 利用
- 拝観料：大人300円（午前9時より）、抹茶・写経（別途料金であり）
- 懐石料理（5名以上）、昼食松花堂弁当(４名以上）完全予約制
- 茶室の貸出（要予約）

## 交通
- JR徳島線「小島駅」より徒歩で約10分。
- 徳島自動車道「美馬インターチェンジ」より車で約20分。